# Bernard Lafayette
Bernard Lafayette (Tampa, 29 luglio 1940) è un attivista statunitense, leader del movimento per i diritti civili degli afroamericani.
Svolse un ruolo di primo piano nell'organizzazione delle marce da Selma a Montgomery; fu membro del Movimento Studentesco di Nashville e lavorò a stretto contatto, durante i movimenti degli anni '1960, con gruppi come lo Student Nonviolent Coordinating Committee (SNCC), la Southern Christian Leadership Conference (SCLC) e l'American Friends Service Committee.

## Biografia

### Infanzia
Lafayette è nato e cresciuto a Tampa, in Florida. I suoi genitori erano Bernard Lafayette Sr. e Verdell Lafayette. Bernard era il maggiore di otto figli. I suoi fratelli erano Harold Rozelia, Brenda, Geri, Michael e Victoria. Lafayette trascorse gran parte della sua infanzia a Tampa. La sua famiglia era povera, così Bernard ha fatto lavori saltuari dall'età di 11 anni. Tra i suoi lavori si annoverano il cassiere, il taglio della carne, la consegna di prodotti e la raccolta di spiccioli in un bar. Ricordando la sua infanzia, Bernard dice: "Ho dovuto crescere in fretta. In altre parole, non ho avuto un'infanzia".

### Selma
Nell'estate del 1962, Lafayette accettò un posto con il Comitato di Coordinamento Nonviolento Studentesco (SNCC) per svolgere un lavoro organizzativo a Selma, in Alabama, insieme a sua moglie Colia Liddell Lafayette. Al suo arrivo in città nel febbraio 1963, iniziò a condurre degli incontri nei quali si parlava della condizione degli afroamericani nel Sud e incoraggiava gli afroamericani a condividere le loro esperienze. Incontrò i rappresentanti della Dallas County Voters League (DCVL) e ne fu impressionato. La notte del 12 giugno 1963 (la stessa in cui Medgar Evers fu assassinato nel Mississippi), Lafayette fu picchiato da un assalitore bianco e, benché fosse gravemente ferito, non si lasciò dissuadere dal continuare il suo lavoro. Alla fine del 1964, il consiglio della Southern Christian Leadership Conference (SCLC) decise di aderire al Progetto Alabama in corso organizzato da James Bevel, Diane Nash e James Orange, e scelse Selma come punto focale per ottenere il diritto di voto per gli afroamericani. All'inizio del 1965, Lafayette, Bevel, Martin Luther King, Orange, Nash e altri organizzarono una serie di dimostrazioni pubbliche che alla fine, con le marce da Selma a Montgomery iniziata da Bevel, fecero pressione sul governo federale e sostennero il presidente Lyndon B. Johnson per la stesura e l'approvazione del Voting Rights Act del 1965.

### Dopo Selma
Lafayette continuò a lavorare al Chicago Freedom Movement (in precedenza, aveva lavorato con Kale Williams, Bill Moyer, David Jehnsen e altri leader dell'American Friends Service Committee). In seguito è stato ordinato ministro battista e ha servito come presidente dell'American Baptist Theological Seminary. Lafayette è stato Senior Fellow presso l'Università del Rhode Island, dove ha contribuito a fondare il Center for Nonviolence and Peace Studies.